# Philip Francis Nowlan
Philip Francis Nowlan (13 de noviembre de 1888 - 1 de febrero de 1940) fue un autor de ciencia ficción estadounidense, conocido especialmente por ser el creador del personaje Buck Rogers.

## Carrera
Nowlan nació el 13 de noviembre de 1888. Mientras estudiaba en la Universidad de Pensilvania formó parte de la compañía teatral The Mask and Wig Club . Allí tuvo importantes interpretaciones en las producciones de entre los años 1907 y 1909. Luego de graduarse trabajó como columnista de periódicos.
Mudado al barrio Bala Cynwyd en Philadelphia, creó y escribió la tira de historieta Buck Rogers, ilustrada por Dick Calkins, la cual siguió escribiendo hasta 1939. El personaje había aparecido en su novela de 1925 Armageddon 2419 A.D. con el nombre Anthony Rogers. La tira siguió publicándose por más de cuarenta años y llegó a tener una serie radiofónica, un serial en 1939 y dos series televisivas en 1950 y 1979.
Nowlan también escribió varias novelas publicadas en capítulos en revistas de ciencia ficción, así como una novela de misterio titulada The Girl from Nowhere publicada póstumamente.

## Vida personal
Nowlan estaba casado con Theresa Junker. Juntos tuvieron diez hijos: Philip, Mary, Helen, Louise, Theresa, Mike, Larry, Pat, John y Joe.[cita requerida]

## Obras
- Armageddon 2419 A.D. (1928)
- The Girl from Nowhere (1928), ISBN 0-8095-0038-8 (Neuauflage von 2005)
- The Airlords of Han (1929)
- The Onslaught from Venus (1929)
- The Time Jumpers (1934)
- The Prince of Mars Returns (1940)
- Space Guards (1940)
- Wings Over Tomorrow: The Collected Science Fiction of Philip Francis Nowlan (2005, ISBN 0-8095-1095-2) edited by Lee Weinstein